# Гонгора (растение)
Гонгора (лат. Gongora) — род эпифитных многолетних травянистых растений семейства Орхидные.
Включает около 70 видов.
Распространение: Центральная и Южная Америка, Тринидад.
Аббревиатура родового названия в коммерческом и любительском цветоводстве — Gga.

## Синонимы
- Acropera Lindl., 1833

## Этимология
Род назван в честь Antonio Caballero y Gongora.

## Биологическое описание
Симподиальные растения средних размеров. 
Туберидии мясистые, булавовидные, двулистные. 
Листья кожистые, широколанцетные, складчатые, с четко выделяющимися жилками.
Соцветие кистевидное, выходит из основания туберидия, поникающее, так что губа цветка располагается сверху. 
Цветки разнообразной окраски, у многих видов обладают сильным и приятным ароматом. Средний чашелистик сросшийся с колонкой, направленные вверх, вытянутый; боковые отогнуты от её основания. 
 Губа сросшаяся с основанием колонки, узкая, мясистая, трехлопастная. Боковые лопасти толстые, прямые, рожковидные; средняя — сплющенная или мешковидная, выямчатая.
 Колонка тонкая, дуговидно изогнутая. 
Поллиниев — 2.

## Виды
Список видов по данным Королевских ботанических садов в Кью по данным на 8.08.09:
- Gongora aceras Dressler, 1971
- Gongora alfieana R.Rice, 1998
- Gongora amparoana Schltr., 1923
- Gongora arcuata G.Gerlach & Toulem., 2001
- Gongora armeniaca (Lindl.) Rchb.f., 1854
  - Gongora armeniaca subsp. armeniaca.
  - Gongora armeniaca subsp. cornuta (Klotzsch) Whitten, 1991
- Gongora aromatica Rchb.f., 1854
- Gongora atropurpurea Hook., 1825
- Gongora beyrodtiana Schltr., 1906
- Gongora boracayanensis Jenny, 2008
- Gongora bufonia Lindl., 1841
- Gongora cassidea Rchb.f., 1864
- Gongora catilligera R.Rice, 2001
- Gongora charontis Rchb.f., 1876
- Gongora chocoensis Jenny, 1990
- Gongora claviodora Dressler, 1972
- Gongora colombiana Jenny, 1990
- Gongora cruciformis Whitten & D.E.Benn., 1994
- Gongora dressleri Jenny, 1993
- Gongora dylaniana R.Rice, 2003
- Gongora ecornuta Jenny, 1983
- Gongora erecta Whitten & D.E.Benn., 1998
- Gongora escobariana Whitten, 1991
- Gongora flaveola Rchb.f., 1886
- Gongora fulva Lindl., 1839
- Gongora galeata (Lindl.) Rchb.f., 1854
- Gongora galeottiana A.Rich., 1845
- Gongora garayana R.Rice, 2000
- Gongora gibba Dressler, 1972
- Gongora glicensteiniana Jenny, 2008
- Gongora gratulabunda Rchb.f., 1857
- Gongora grossa Rchb.f., 1877
- Gongora hirtzii Dodson & N.H.Williams, 1989
- Gongora histrionica Rchb.f., 1854
- Gongora hookeri (Klotzsch & H.Karst.) R.Rice, 2004
- Gongora horichiana Fowlie, 1965
- Gongora ileneana G.Gerlach & Heider, 2001
- Gongora ilense Whitten & Jenny, 1992
- Gongora irmgardiae Jenny, 1993
- Gongora lagunae G.Gerlach, 1995
- Gongora latibasis (C.Schweinf. & P.H.Allen) Jenny, 1993
- Gongora latisepala Rolfe, 1918
- Gongora leucochila Lem., 1845
- Gongora maculata Lindl., 1833
  - Gongora maculata var. lactea Teusch., 1966
  - Gongora maculata var. maculata.
- Gongora meneziana V.P.Castro & G.Gerlach, 2006
- Gongora minax Rchb.f., 1866
- Gongora nigrita Lindl., 1839
- Gongora nigropunctata Schltr., 1921
- Gongora odoratissima Lem., 1847
- Gongora pardina Jenny, 1985
- Gongora passiflorolens R.Rice, 2002
- Gongora pleiochroma Rchb.f., 1860
- Gongora portentosa Linden & Rchb.f., 1869
- Gongora pseudoatropurpurea Jenny, 1990
- Gongora quinquenervis Ruiz & Pav., 1798
- Gongora retrorsa Rchb.f., 1854
- Gongora rosea (Cogn.) R.Rice, 2002
- Gongora rubescens R.Rice, 2002
- Gongora rufescens Jenny, 1985
- Gongora saccata Rchb.f., 1854
- Gongora sanderiana Kraenzl., 1896
- Gongora scaphephorus Rchb.f. & Warsz., 1854
- Gongora seideliana Rchb.f., 1852
- Gongora similis Rchb.f., 1881
- Gongora sphaerica Jenny, 1993
- Gongora superflua Rchb.f., 1873
- Gongora tracyana Rolfe, 1912
- Gongora tridentata Whitten, 1991
- Gongora truncata Lindl., 1843
- Gongora unicolor Schltr., 1923
- Gongora vitorinoana Chiron & L.C.Menezes, 2008

Все виды рода Gongora входят в Приложение II Конвенции CITES. Цель Конвенции состоит в том, чтобы гарантировать, что международная торговля дикими животными и растениями не создаёт угрозы их выживанию.

## В культуре
В зависимости от экологии вида растения относятся к теплой или умеренной температурной группе. Требуют притенения от прямых солнечных лучей. Как правило после цветения у растений наступает период покоя длящийся около 2 недель. 
Выращивают в подвесных корзинках для эпифитов или на блоках.